# Tsubasa o Kudasai (álbum)
Tsubasa o Kudasai es el primer álbum en solitario del grupo vocal japonés Time Five. Fue publicado en 1978 a través de Discomate Records. Tsubasa o Kudasai fue reeditado en CD por Solid Records el 19 de diciembre de 2012.

## Lista de canciones
Todos los arreglos hechos por Bob Alcivar. 
| Lado uno |                                                           |                                                       |          |  |
| N.º      | Título                                                    | Escritor(es)                                          | Duración |  |
| 1.       | «Oh! Lori» (Uruwashi no Lori) (麗しのローリー)            | Billy Alessi, Bobby Alessi; trad. por Michio Yamagami | 3:44     |  |
| 2.       | «Natsukashiki High School» (懐かしきハイスクール)         | Yamagami, Tetsuji Hayashi                             | 4:20     |  |
| 3.       | «Breakin' Up Is Hard to Do» (Rishu) (離愁)                | Neil Sedaka, Howard Greenfield; trad. por Yamagami    | 4:56     |  |
| 4.       | «Sakanani Naritai» (魚になりたい)                         | Yamagami, Hiroshi Satō                                | 3:37     |  |
| 5.       | «Jump Shout Boogie (Boogie Woogie Tanjo)» (ブギ ウギ誕生) | Barry Manilow, Bruce Sussman; trad. por Yamagami      | 3:30     |  |

| Lado dos |                                                                 |                                                  |          |  |
| N.º      | Título                                                          | Escritor(es)                                     | Duración |  |
| 1.       | «Tsubasa o Kudasai» (翼を下さい)                                | Yamagami, Kunihiko Murai                         | 4:45     |  |
| 2.       | «Laughter in the Rain» (Ame no ki no Shitade) (雨の樹の下で)    | Sedaka, Phil Cody                                | 3:06     |  |
| 3.       | «Wakaba no Namikimichi» (若葉の並木道)                          | Yamagami, Ken Salo                               | 4:51     |  |
| 4.       | «My Love for You» (Ai e no Chikai) (愛への誓い)                 | Eddie Beal, David MacKechnie; trad. por Yamagami | 3:36     |  |
| 5.       | «This One's for You» (Anata ni Sasageta Uta) (あなたに捧げた歌) | Manilow, Marty Panzer; trad. por Yamagami        | 4:42     |  |

## Créditos y personal
Créditos adaptados desde las notas de álbum de Tsubasa o Kudasai.
Músicos adicionales
- Shuichi Murakami – batería
- Kenji Takamizu – Fender Bass
- Hiroshi Satoh – piano Rhodes
- Hideo Ichikawa, Kentaro Haneda – piano
- Takao Naoi, Kiyoshi Sugimoto – guitarra
- Tsunehide Matsuki – guitarra rítmica
- Nobu Saitoh – percusión
- Isao Kanayama – vibráfono
- Takehisa Suzuki, Tetsuo Fushimi, Takeru Shiraiso, Kenji Yoshida, Shin Kazuhara – trompeta
- Akio Mukai, Yasuo Hirauchi, Sumio Okada – trombón
- Jake Concepcion – clarinete, saxofón alto
- Tomoo Okazaki – saxofón alto
- Konosuke Saijo, Kosuke Ichihara – saxofón tenor
- Shunzo Sunahara, Masao Suzuki – saxofón barítono
- Koizumi Ensemble – instrumentos de cuerda

Personal técnico
- Tony Ariga – producción
- Bob Alcivar – arreglos
- Hiroyuki Seto – ingeniero de audio
- Atsushi Saitoh – ingeniero asistente
- Kunihiko Murai – productor ejecutivo

Diseño
- Yasuji Sakaguchi – tipografía
- Kozo Yano – diseño de portada
- Toshitsugu Yokoyama – fotografía